# 行田電灯
行田電灯（ぎょうだでんとう）は1910年（明治43年）に北埼玉郡忍町（現・埼玉県 行田市）に作られた地方の電力会社。明治・大正・昭和初期の行田の足袋製造産業を支えた。

## 歴史
1910年（明治43年）9月、行田電灯は北埼玉郡忍町長、商工会長、大地主といった有力者と足袋製造業卸商が頭となって埼玉県北埼玉郡忍町に設立された。特に足袋同業組合との関係が密接で行田（忍町）で最大の足袋製造卸業であった2代目組合長の橋本喜助と同組合評議員の栗原代八が取締役に初代組合長大沢専蔵が監査役に就任した。発起人は次の23名であった。橋本喜助、小池通治郎、小池長七、加藤十左衛門、加藤大三郎、宮川己之助、栗原代八、森修、田中専次郎、室田角治郎、奥貫忠吉、横田庄右衛門、今津徳之助、今泉浜五郎、秋山金右衛門、松村平八、柴田与一郎、安田利兵衛、大沢専蔵、秋山治助、川端清助、久保田長五郎、牧野鉄弥太。明治期に本格的な勃興をみせた行田の足袋製造業では日清戦争の前後から手回し式、足踏み式ミシンと裁断機が急速に普及し始めた一方大阪の福助足袋が1904年に裁断機を動力化、1909年にはミシンも動力化した。時代の流れに乗らなければならず1907年行田足袋同業組合も電灯会社設立に踏み切った。
現在の行田市区域（北埼玉郡忍町、長野村、持田村、下忍村）を営業区域として1911年10月に開業するが当初からの電灯事業だけではなく電力事業も計画しておりサクションガス機関174馬力2台を用いた出力240kwという埼玉県の同時期に創業した埼玉電灯と比べると大きな発電所を元忍城本丸跡に建設した。供給力に余裕があったが為か当初は炭素線電球のみのスタートだったが1913年には本格的に金属線電球を採用した。電気利用料金は行田足袋同業組合との関係比較的低額だったようである。行田電灯の主たる電力の需要は足袋製造業の動力としての利用が多く換算電力量でみると1912年は電灯が78kWで電力は101kWと電灯よりも大きく上回る点である。
電灯とは各家庭（電灯）を利用している事（家庭用）。電力は工場などに供給されている事（事業用）。小規模電力会社としては電力（事業用）占める割合が高くまた電気利用利用料金低く抑えられていたにも拘らず着実に利益を生み出していった。1913年には行田電灯の株主に対して10％の配当を行った。この間でも営業区域を行田市（忍町とその周辺）から北足立郡吹上村、鴻巣町（共に現在の鴻巣市）へ拡大していった。
1915年自前発電から利根発電からの受電（買電）に切り替えた。1911年創業当時の電灯家数が1,558灯（戸）だったのが1918年には1万灯（戸）に大幅に増えた。この大幅な需要の拡大は第一次世界大戦の好況も手伝ってこのような行田電灯にも幸運をもたらした。
利益金も1911年の創業当時1000円から1918年の4万1000円へと大幅に増え1915年には資本金25万円増資して以降増資や借入金に頼らず、利益率は上昇を続け1918年には払込資本利益率が30％を超えた。しかし行田電灯は配当率を10％に抑えていたため積立金が急速に膨らみ行田足袋製造業の飛躍的発展が始まった1920年代には払込資本金と積立金が殆ど変わらない状態となった。行田の足袋製造業との密接な関係のもとに1941年6月に東京電灯と合併するまで小規模ながら安定した経営を長期にわたって続けたようである。